# Hesperocallidaceae
Hesperocallidaceae is de botanische naam van een familie van eenzaadlobbige planten. Een familie onder deze naam wordt door slechts weinig systemen van plantentaxonomie erkend. De familie wordt erkend door het APG II-systeem (2003), ten minste in die zin dat het een optie is deze familie te erkennen. De andere mogelijkheid is de planten in deze familie (samen met die van een reeks andere families) in te voegen bij de Asparagaceae.
De APWebsite [6 nov. 2006] kiest voor een derde mogelijkheid, namelijk plaatsing in de familie Agavaceae.
De familie, indien erkend, bestaat uit slechts één soort, Hesperocallis undulata, die voorkomt in het zuidwesten van de Verenigde Staten.